# Предавец
Предавец је насељено место у општини Клоштар Иванић, Хрватска. До нове територијалне организације у Хрватској, налазило се у саставу бивше велике општине Иванић-Град.

## Становништво
На попису становништва 2011. године, Предавец је имао 258 становника.

## Попис1991.
На попису становништва 1991. године, насељено место Предавец је имало 242 становника, следећег националног састава:
| Попис 1991.‍ | Попис 1991.‍ | Попис 1991.‍ | Попис 1991.‍ | Попис 1991.‍ |
| ----------- | ----------- | ----------- | ----------- | ----------- |
|             |             |             |             |             |
| Хрвати      | Хрвати      |             | 238         | 98,34%      |
| Југословени | Југословени |             | 1           | 0,41%       |
| Срби        | Срби        |             | 1           | 0,41%       |
| непознато   | непознато   |             | 2           | 0,82%       |
| укупно: 242 |             |             |             |             |